# Massif des Corbières
Pour les articles homonymes, voir Corbières.
Le massif des Corbières (las Corbièras en occitan, les Corberes en catalan) est à la fois un massif montagneux et une région naturelle française d'Occitanie.
Région de moyenne montagne, aux terrains calcaires et schisteux, il subit les influences du climat méditerranéen, ce qui en fait une région connue pour son vin et son miel à base de romarin commercialisé sous le nom de miel de Narbonne.
Une grande partie du massif appartient au parc naturel régional Corbières-Fenouillèdes, créé en 2021.

## Toponymie
Le toponyme Corbière correspond à l'occitan Corbièra (lieu où se rassemblent corbeaux et corneilles, corbeautière), lui-même issu du latin corvaria, « nid de corbeaux ». Le toponyme peut s'expliquer par la racine oronymique pré-indo-européenne kor-be, qui se serait télescopée avec corvus, « corbeau », mais, selon Jacques Astor, le site montagneux n'est pas une raison suffisante pour appuyer l'hypothèse d'une racine oronymique car il est bien connu que les corbeaux affectionnent les hauteurs rocheuses.
Sous la forme corbera (pluriel corberes), ce toponyme est utilisé en pays catalans pour désigner un grand nombre de massifs de basse altitude (Corbera de Camprodon, Corbera del Llobregat, puig Corbera, etc.) ainsi que pour nommer des localités (Corbera d'Ebre, Corbera, Rotglà i Corberà, Corbières). On a voulu faussement le faire dériver de roca curvada (« roche courbe »).

## Géographie

### Situation
Les Corbières sont principalement situées dans le département de l'Aude mais aussi dans le département des Pyrénées-Orientales pour les Corbières catalanes. Le massif des Corbières est délimité par le fleuve Aude au nord et à l'ouest, par la mer Méditerranée à l'est et par le Fenouillèdes au sud. Au nord-est des Corbières se trouve la ville de Narbonne, au nord-ouest Carcassonne, au sud-ouest Axat et au sud-est Rivesaltes.

### Topographie

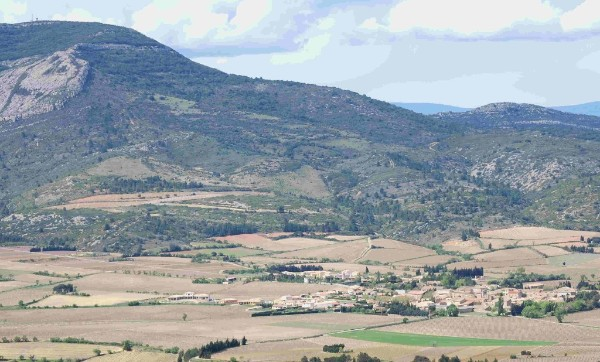
Vue de la montagne d'Alaric et, au pied, le village de Camplong-d'Aude.

Le point culminant des Corbières est le pic de Bugarach avec 1 230 m d'altitude. Les autres sommets importants sont le serre de Bec (1 037 m), le mont Tauch (920 m), le Montoullié de Périllou (709 m) et la montagne d'Alaric (600 m).
Au sud et à l'ouest, le relief s'élève de façon abrupte au-dessus de la haute vallée de l'Aude et du Fenouillèdes, ceci est dû à la présence des Pyrénées dont les Corbières ne sont qu'un massif secondaire. À l'inverse, au nord et à l'est, le relief s'élève de façon plus régulière et douce parce que ces avant-monts sont les premiers contreforts des Pyrénées. C'est la raison pour laquelle le point culminant du massif, le pic de Bugarach, est situé au sud-ouest des Corbières.
Au-dessus de la basse vallée de l'Aude, au nord du massif, les ruisseaux ont creusé des vallées larges qui se confondent avec les plaines de l'Aude. En allant vers le sud les vallées sont de plus en plus étroites et sinueuses ce qui explique que ces régions soient moins peuplées et moins cultivées. L'Orbieu, principal cours d'eau des Corbières, passe dans les gorges de l'Orbieu puis la vallée s'élargit après Camplong-d'Aude.

### Géologie

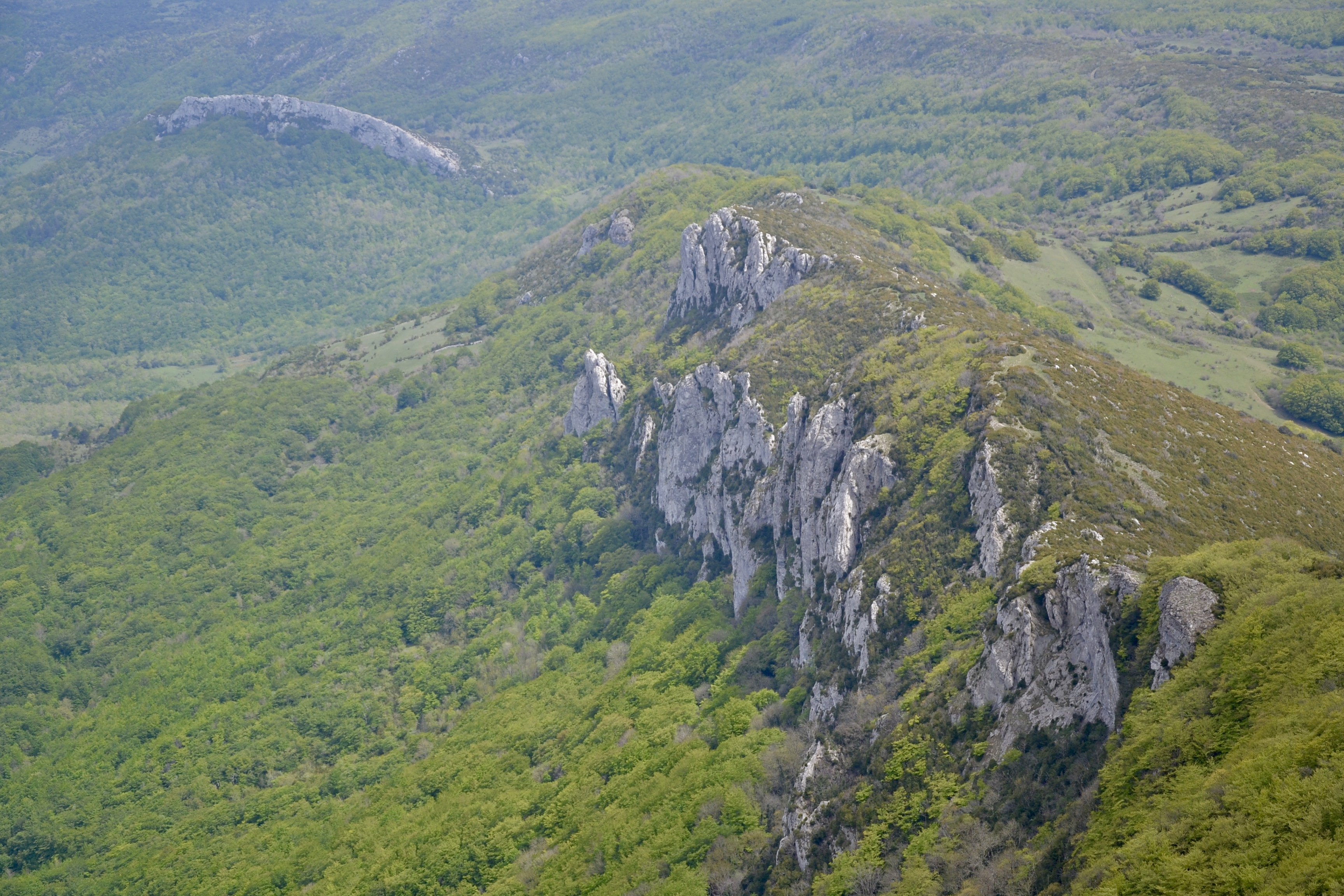
Paysage près du pech de Bugarach.

Les Corbières forment un massif de montagnes apparu il y a 65 millions d'années au début du Cénozoïque lors du rapprochement de la plaque ibérique sur le continent européen. La région est géologiquement constituée d'un morceau de socle primaire constitué de calcaire et de schistes, du plateau de Mouthoumet et d'un pli pyrénéen, qui est le pic de Bugarach.
Les Corbières sont surtout constituées de collines calcaires de 400 m à 500 m d'altitude environ à la végétation rare voire inexistante. Dans les parties les plus riches seulement, on cultive la vigne. Durant le Paléozoïque, les Corbières étaient une pénéplaine calcaire et schisteuse. Plus tard, des sédiments se sont déposés et durant le Cénozoïque, l'émergence des Pyrénées a provoqué un bousculement de la région.
Les Corbières, que la dépression de la basse Aude sépare de la montagne Noire, forment la transition entre le Massif central et les Pyrénées. Leur originalité est surtout due à une grande variété de constitution géologique qui commande des contrastes de relief et de couleurs.
Les mouvements du sol et l'érosion sont à l'origine d'un enchevêtrement de reliefs des plus curieux, d'où la région, malgré sa faible altitude d'ensemble, tire son aspect mouvementé, particulièrement net au voisinage du Fenouillèdes et dans les gorges de Galamus.

### Faune et flore

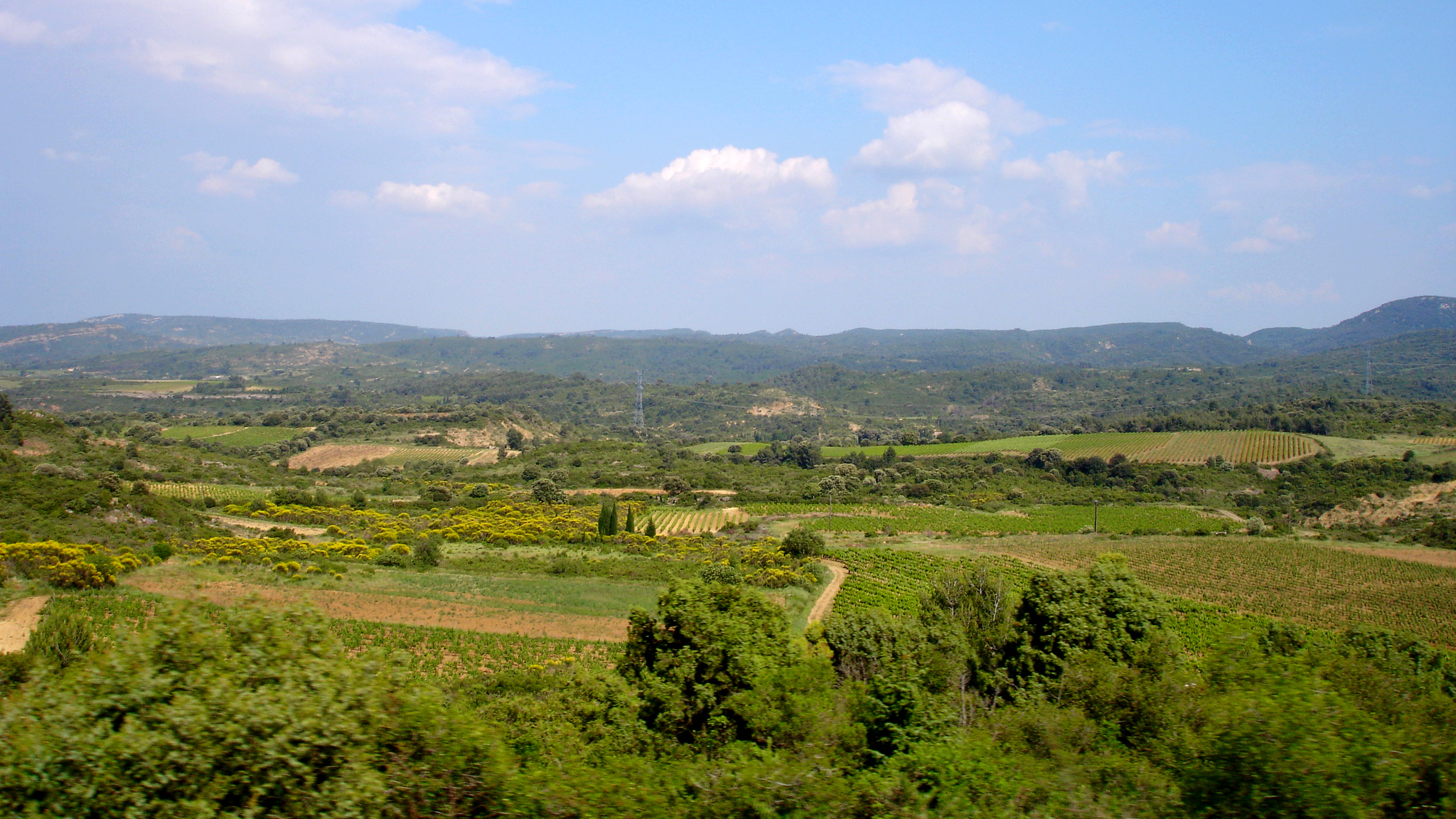
Paysage de Corbières près de Villerouge-Termenès.

Le paysage des Corbières est marqué par une flore sauvage typiquement méditerranéenne (garrigues, pinèdes, sous-bois de chênes verts). Les modifications apportées par les activités humaines dès l'Antiquité (viticulture, élevage) sont à l'origine d'une flore anthropique. Le défrichement a détruit les garrigues épaisses pour laisser place à la garrigue « fine ».

### Hydrographie

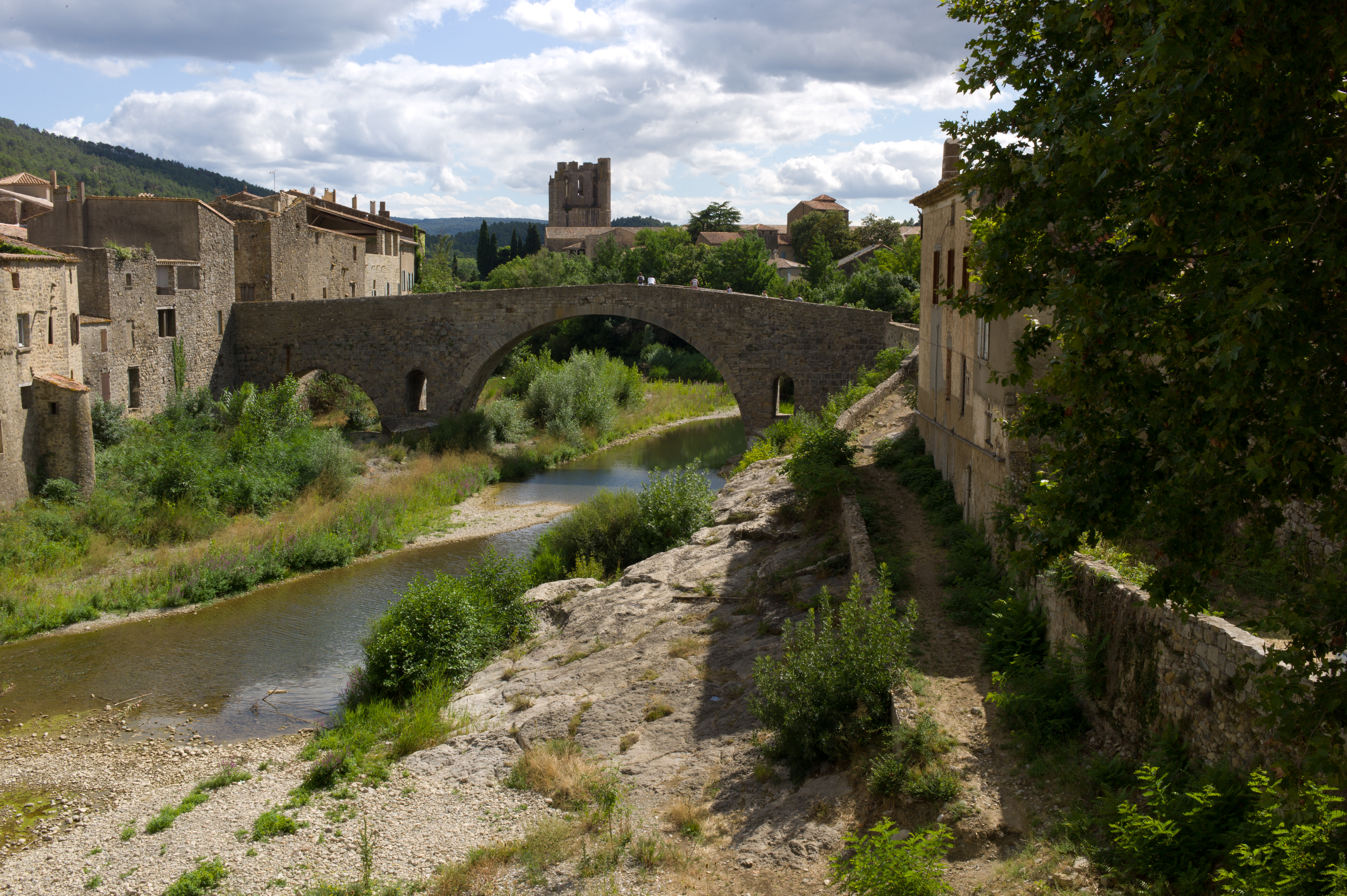
L'Orbieu à Lagrasse en été.

L'Orbieu, principal et plus grand cours d'eau des Corbières, rivière de 84,1 km, prend sa source sur la commune de Fourtou et s'écoule vers le nord jusqu'à l'Aude au niveau de Saint-Nazaire-d'Aude. Il est notamment rejoint en rive droite par le Sou de Laroque et l'Aussou. Il forme des gorges sur la partie supérieure de son cours au niveau de Montjoi. L'Orbieu traverse notamment Lagrasse, Ribaute, Fabrezan et Ferrals-les-Corbières.
L'Agly, fleuve de 79,9 km, entaille le massif et le traverse, avant de bifurquer et de longer au sud, en direction de la mer Méditerranée.
Le Verdouble, rivière de 46,7 km, prend sa source sur la commune de Cubières-sur-Cinoble et s'écoule vers l'est puis le sud jusqu'à l'Agly sur la commune d'Estagel. Le Verdouble passe à Tautavel.
Le Lauquet, rivière de 36,6 km, prend sa source sur la commune de Bouisse et s'écoule vers le nord-ouest à Couffoulens. Il traverse la commune de Caunette-sur-Lauquet, la moins peuplée du département ainsi que Saint-Hilaire, Leuc et Couffoulens.
Les Corbières sont délimitées à l'ouest et au nord par l'Aude, au sud par la Boulzane et le Maury.

### Climat
Le climat est de type méditerranéen, contrasté par de fortes chaleurs en été, généralement de 30 à 40 °C sur de courtes périodes en même temps qu'un minimum pluviométrique, et d'abondantes précipitations en automne connues pour être dévastatrices comme celles de 1999. L'hiver est doux en raison de la proximité de la mer.

## Histoire

### Préhistoire
Les plus anciens restes d'Homo erectus trouvés en France proviennent de la grotte de la Caune de l'Arago avec notamment un crâne appartenant à l'homme de Tautavel daté de -450 000 ans.
Plusieurs sites mégalithiques sont présents dans les Corbières comme la table des Morts, le dolmen de Trillol.

### Histoire

#### Moyen Âge
Lors des invasions arabes, la zone est déjà fortifiée par les Wisigoths. C'est notamment le cas du site de Peyrepertuse. Si la Septimanie avait pour frontière provinciale les Pyrénées, l'ancienne province romaine puis wisigothe est divisée par Charles le Chauve, roi de France, en 865. Le Roussillon est rattaché à Barcelone, le nord de l'ancienne province garde Narbonne comme capitale. La délimitation est alors marquée par le massif des Corbières, et prolongée par les étangs de Salses.
L'autonomie croissante et rapide des comtés de Roussillon, leur rattachement en 1180 à la couronne d'Aragon puis à celle d'Espagne jusqu'au XVIIe siècle fait des Corbières une frontière lourdement défendue.

#### Catharisme
Le moindre point de passage du nord au sud est contrôlé par un ensemble de châteaux : Peyrepertuse, Quéribus, Puilaurens, Aguilar, Termes, etc. Les premiers maîtres connus sont les comtes du Roussillon suivis de la maison Trencavel. Le Languedoc, partiellement sous suzeraineté du royaume d'Aragon, passe entièrement sous le contrôle des rois de France lors de la croisade des albigeois. Ceux-ci cherchent alors à se défendre de leur ennemi et développent encore les fortifications des Corbières.

#### Renaissance
Avec la généralisation des armes à feu et du canon, le seul passage effectif pour une armée est la partie extrême orientale. À cet endroit, l'altitude chute de 400 m au niveau de la mer sous forme d'étangs de grandes dimensions (54 km2). Ces étangs, longtemps infestés de moustiques, forment une défense naturelle en eux-mêmes. La zone de passage entre les étangs et les Corbières est défendue par le château de Salses au sud, construit par les rois d'Espagne au XVIe siècle, et le château de Leucate au nord.
Le traité des Pyrénées (1659) met un terme à l'histoire militaire des Corbières. Il détermine que la frontière entre la France et l'Espagne est désormais fixée sur la ligne de crête principale des Pyrénées.

#### XXIesiècle
En août 2025, une partie du massif est ravagée par un mégafeu, qui parcourt plus de 16 000 ha entre l'Orbieu et les environs de Leucate.

## Économie

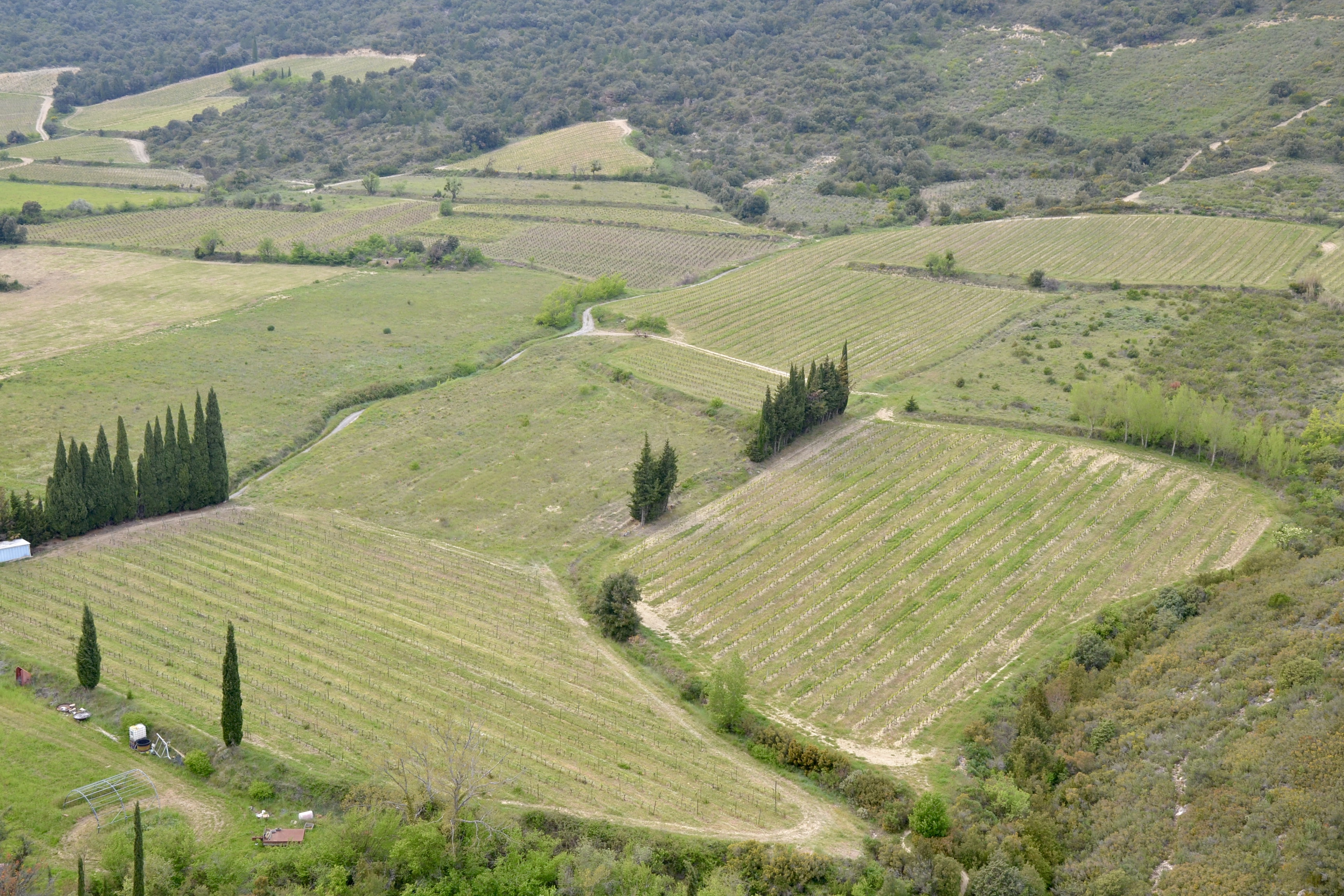
Vignes à Cucugnan.

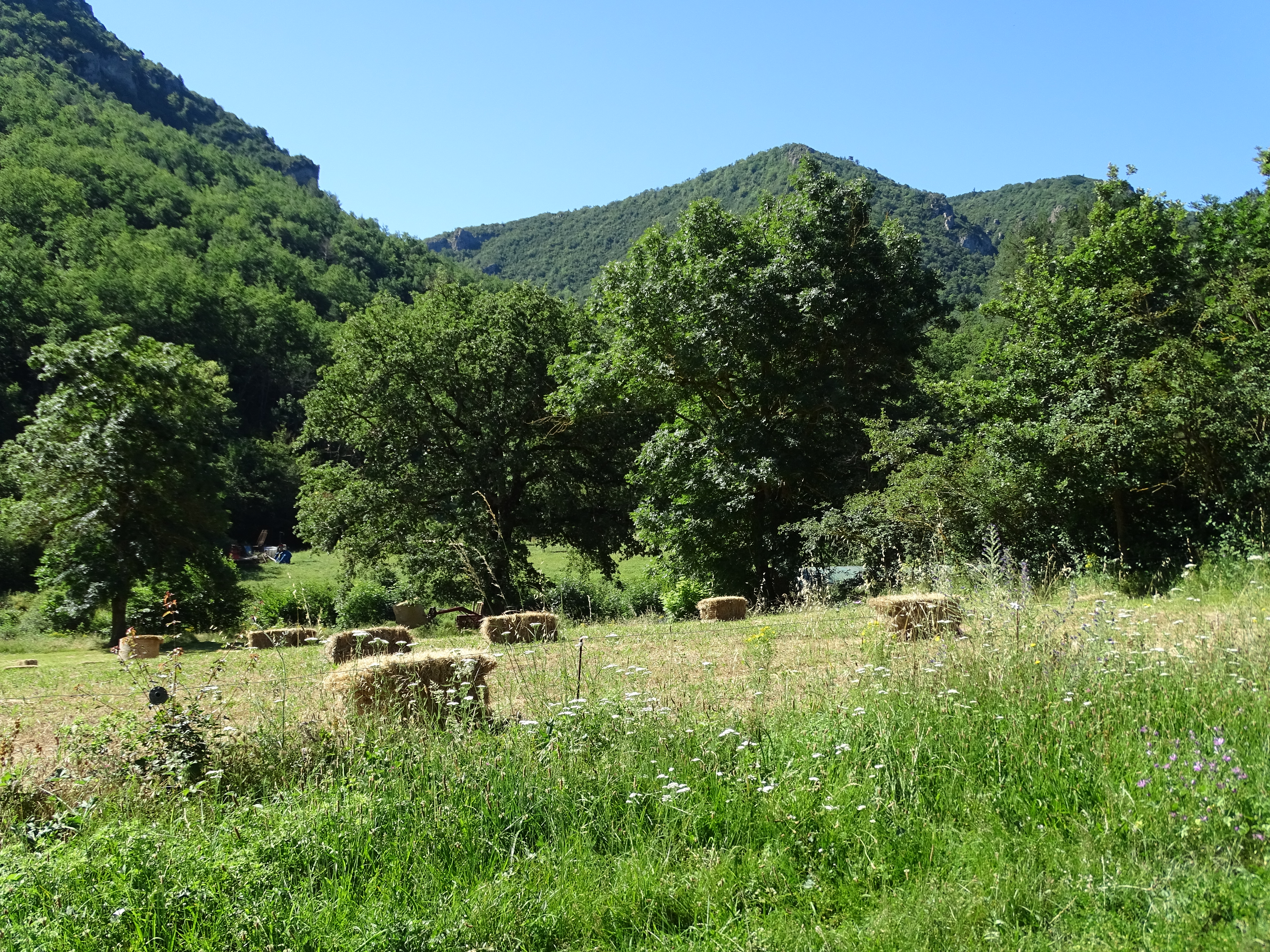
Foins sur la commune d'Auriac dans les Hautes-Corbières.

Le vignoble local est prospère. Il s'est développé sur les pentes et dans les vallons proches des centres villageois. « Corbières » est aujourd'hui une appellation connue et appréciée, s'appliquant à des vins riches en alcool (jusqu'à 14°), fruités et colorés, dont le bouquet rappelle la flore parfumée de la garrigue.

## Principales villes
- Aude : Lézignan-Corbières, Lagrasse, Durban-Corbières, Tuchan ;
- Pyrénées-Orientales : Salses-le-Château, Tautavel.

## Arts

### Au cinéma
Le film Le Quepa sur la vilni ! (2014) de Yann Le Quellec a été tourné dans le massif des Corbières.

### Peinture
Pierre Garcia-Fons et Frédéric Menguy ont peint des toiles restituant l'ambiance des Corbières.